# Canals del Ghaggar
Els canals del Ghaggar és un sistema de canals creat pels britànics a la província del Panjab i a Rajputana que agafa l'aigua del riu Ghaggar. Es va decidir que el canal començaria després de Sirsa a Haryana i seguiria cap al principat de Bikaner (avui al Rajasthan). Per acord del govern britànic i el principat de Bikaner, el llac Dhanur a 10 km de Sirsa seria una reserva d'aigua amb una resclosa d'obra a Otu, i que es ferien dos canals (nord i sud) amb una capacitat de 30 metres cúbics per segon entre els dos; Bikaner havia de pagar una part del cost; foren construïts el 1896-1897 pels afectats per la fam (que així rebien un pagament) i va entrar en funcionament a la segona meitat del 1897. Afectava inicialment 336 km² de territori britànic i 3000 km² de territori de Bikaner regant respectivament 137 km² i 90 km². Les branques principals dels dos canals mesuraven 153 km i les branques distributaries 38 km. El cost fou de 6,3 lakhs (2,8 lakhs pagats per Bikaner). Fou l'obra de reg més important de Bikaner.